# Kongregacja Wyznania Mojżeszowego w Warszawie

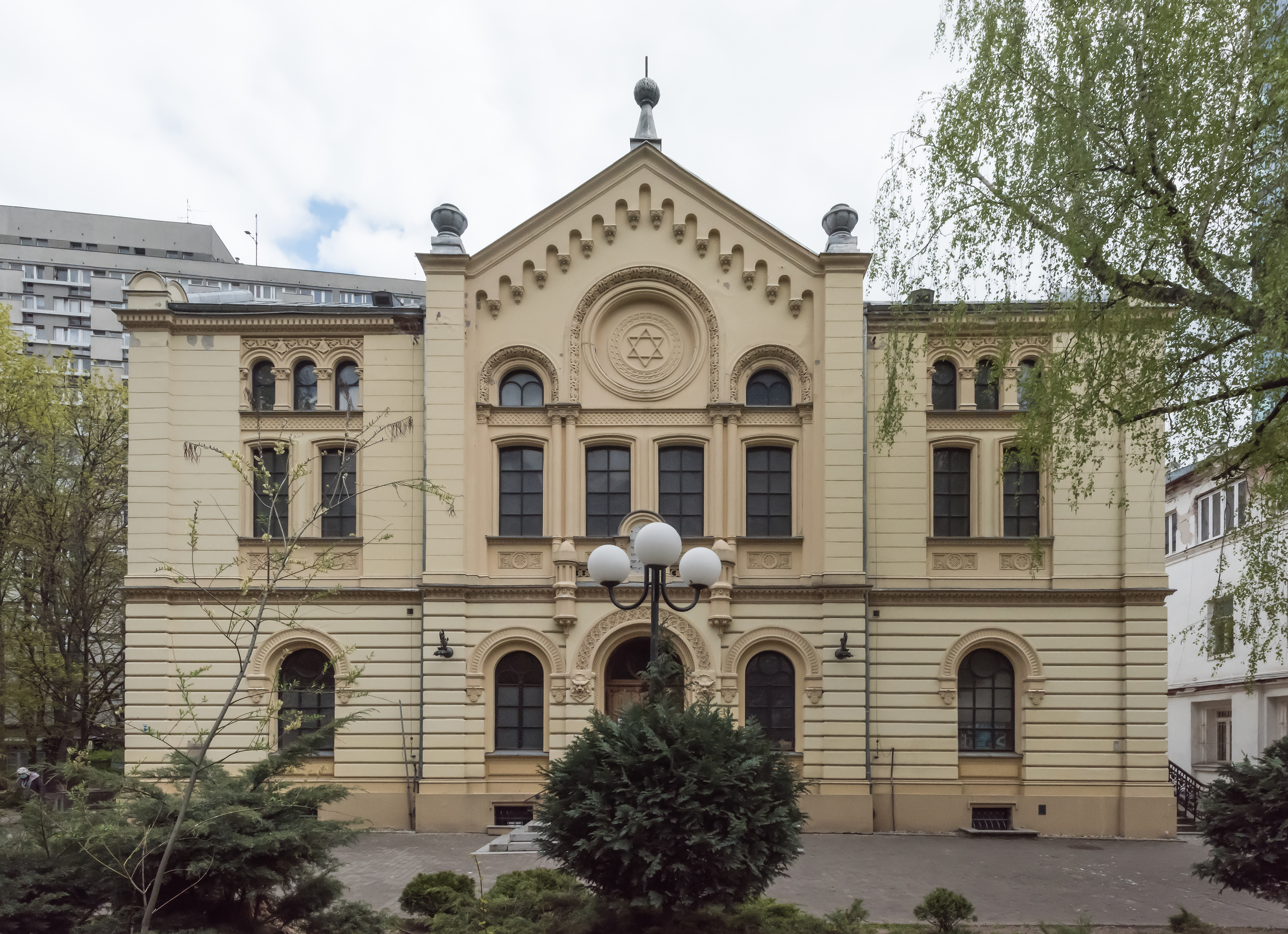
Synagoga Nożyków w Warszawie

Kongregacja Wyznania Mojżeszowego w Warszawie – kongregacja żydowska powstała w 1946 roku w Warszawie, będąca prawnym kontynuatorem Żydowskiego Zrzeszenia Religijnego w Warszawie, powstałego w 1945 roku. Kongregacja wchodziła w skład Związku Religijnego Wyznania Mojżeszowego.
Według danych z 1 stycznia 1947 roku kongregacja posiadała dwie czynne synagogi (w tym synagogę Nożyków), dwie kuchnie rytualne, jeden dom noclegowy, utrzymywała jeden czynny cmentarz oraz jednego rabina.
Według danych z 1 stycznia 1953 roku kongregacja posiadała nadal dwie czynne synagogi, jeden czynny cmentarz, jeden budynek mieszkalny. W tym czasie urząd rabina był nie obsadzony. Kongregacja posiadała 150 członków. Po 1968 roku kongregacja została zlikwidowana.
W 1988 roku na mocy porozumienia, jakie zawarły władze Polski Ludowej i Izraela, został wybrany pierwszy od lat rabin Warszawy oraz Naczelny Rabin Polski. Został nim Pinchas Menachem Joskowicz.